# Nelson Abeijón
Nelson Javier Abeijón Pessi (født 21. juli 1973 i Montevideo, Uruguay) er en tidligere uruguayansk fodboldspiller (midtbane).
Abeijón tilbragte størstedelen af sin karriere i Italien, hvor han blandt andet var tilknyttet Cagliari i syv sæsoner. Han spillede også flere sæsoner i den uruguayanske liga hos storklubben Nacional.
Abeijon spillede desuden 23 kampe og scorede to mål for Uruguays landshold. Han var med i truppen der vandt guld ved Copa América i 1995, og spillede i tre af holdets kampe i turneringen.

## Titler
Copa América
- 1995 med Uruguay